# Charlotte Thouret

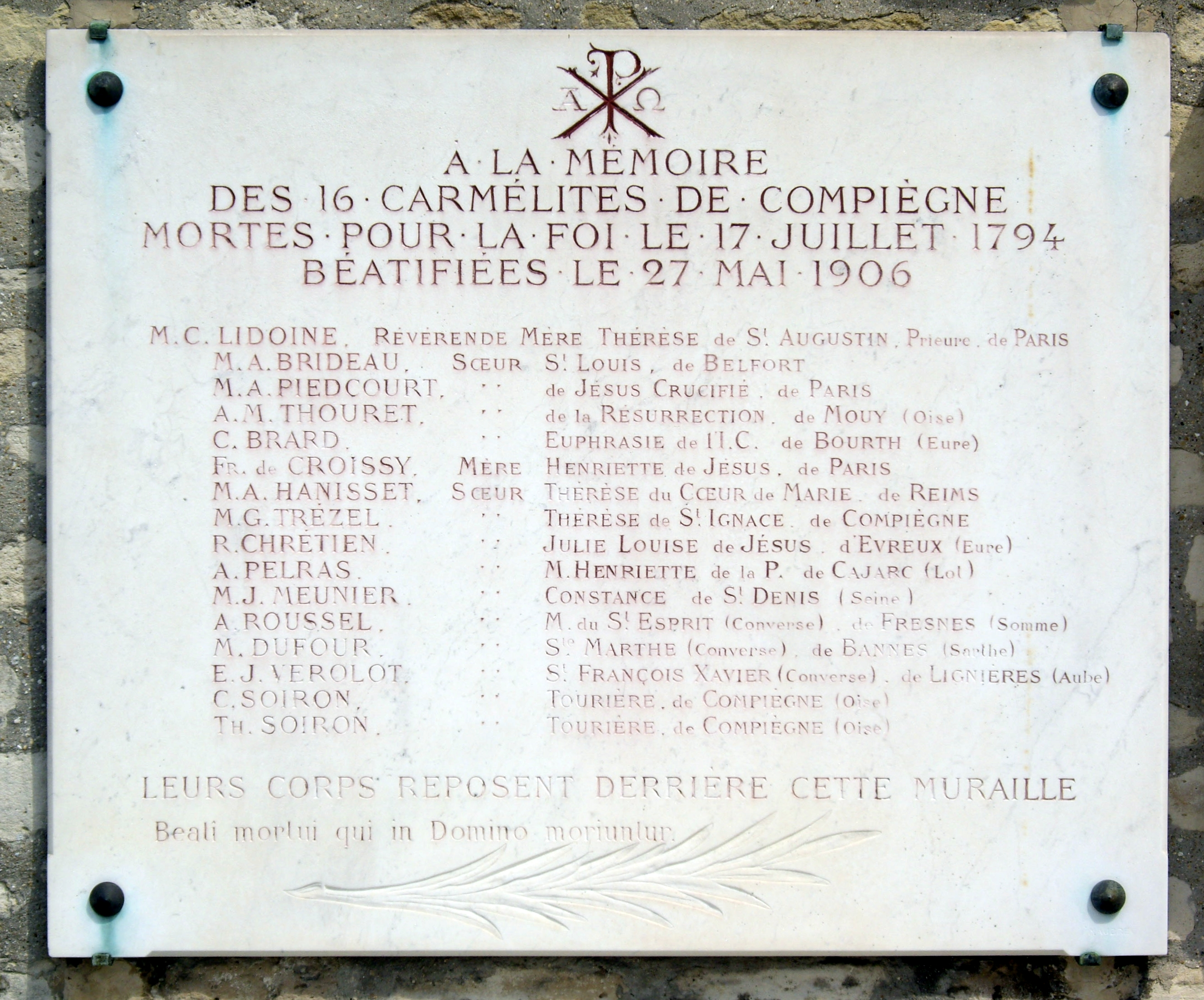
Gedenktafel zur Erinnerung an die 16 Märtyrinnen von Compiègne auf dem Friedhof von Picpus

Charlotte Thouret OCD (* 16. September 1715 in Mouy als Anne-Marie-Madeleine Thouret; † 17. Juli 1794 in Paris) war eine französische Karmelitin, die als eine der Märtyrinnen von Compiègne in Paris hingerichtet wurde. Die sechzehn Märtyrinnen von Compiègne werden in der römisch-katholischen Kirche als Selige verehrt.
Sie trat in den Karmel von Compiègne ein und legte am 19. August 1740 die Gelübde ab. Zweimal wurde sie zur Subpriorin gewählt, im Jahr 1764 und 1778. Weil sie und weitere 15 Karmelitinnen aus dem Karmel von Compiègne sich aus Treue zur Kirche und zu ihren Ordensgelübden weigerten, den Eid auf die Zivilverfassung des Klerus zu leisten, wurden sie während der Terrorherrschaft der französischen Revolution am 23. Juni 1794 verhaftet. In Paris wurden sie nach einem Schauprozess am 17. Juli 1794 durch die  Guillotine öffentlich enthauptet. Vor ihrer Hinrichtung erneuerten sie öffentlich ihr Taufversprechen und ihre Ordensgelübde.
Charlotte Thouret wurde am 27. Mai 1906 zusammen mit ihren Gefährtinnen von Papst Pius X. seliggesprochen. Ihr Gedenktag ist der 17. Juli.